# Naissance en 1045
Naissance
- 1041
- 1042
- 1043
- 1044
- 1045
- 1046
- 1047
- 1048
- 1049

Cette page dresse une liste de personnalités nées au cours de l'année 1045 :
- 16 avril : Mieszko Kazimierzowic (en), prince polonais de la dynastie Piast.
- 25 septembre : Nizar ben al-Mustansir, surnommé Al-Mustafâ li-Dîn Allâh, fils d'Al-Mustansir bi-llah huitième calife fatimide et dix-huitième imam ismaélien.

- Adélaïde de Hongrie, duchesse de Bohême.
- Baudri de Bourgueil, archevêque de Dol.
- Bonizo de Sutri (en), évêque de Sutri (en) (Italie)
- Cosmas de Prague, ecclésiastique de Bohême, un écrivain, historien et chroniqueur.
- Huang Tingjian, écrivain et calligraphe chinois.
- Liao Tianzuo, né Yelü Yanxi, est le neuvième et dernier empereur de la dynastie Liao.
- Mathilde de Franconie, fille d'Henri III du Saint-Empire et d'Agnès d'Aquitaine.
- Bernard de Millau, ou Bernat de Millau, prélat français.
- Bertrand-Raimbaud d'Orange, tige des princes d'Orange.
- Magnus Ier de Saxe, dernier duc de Saxe de la dynastie des Billung.
- Minamoto no Yoshimitsu, samouraï du clan Minamoto durant l'époque de Heian du Japon.
- Thierry Ier de Montbéliard, comte de Montbéliard, d'Altkirch et de Ferrette (Thierry Ier), comte de Bar et seigneur de Mousson (Thierry II) et comte de Verdun.

date incertaine
- naissance vers 1045 : 
  - Richard de Hauteville (en), chevalier de la Maison de Hauteville.

- naissance vers 1045-1046: 
  - Mathilde de Toscane, princesse qui a joué un rôle très important pendant la querelle des Investitures.